# Ériu

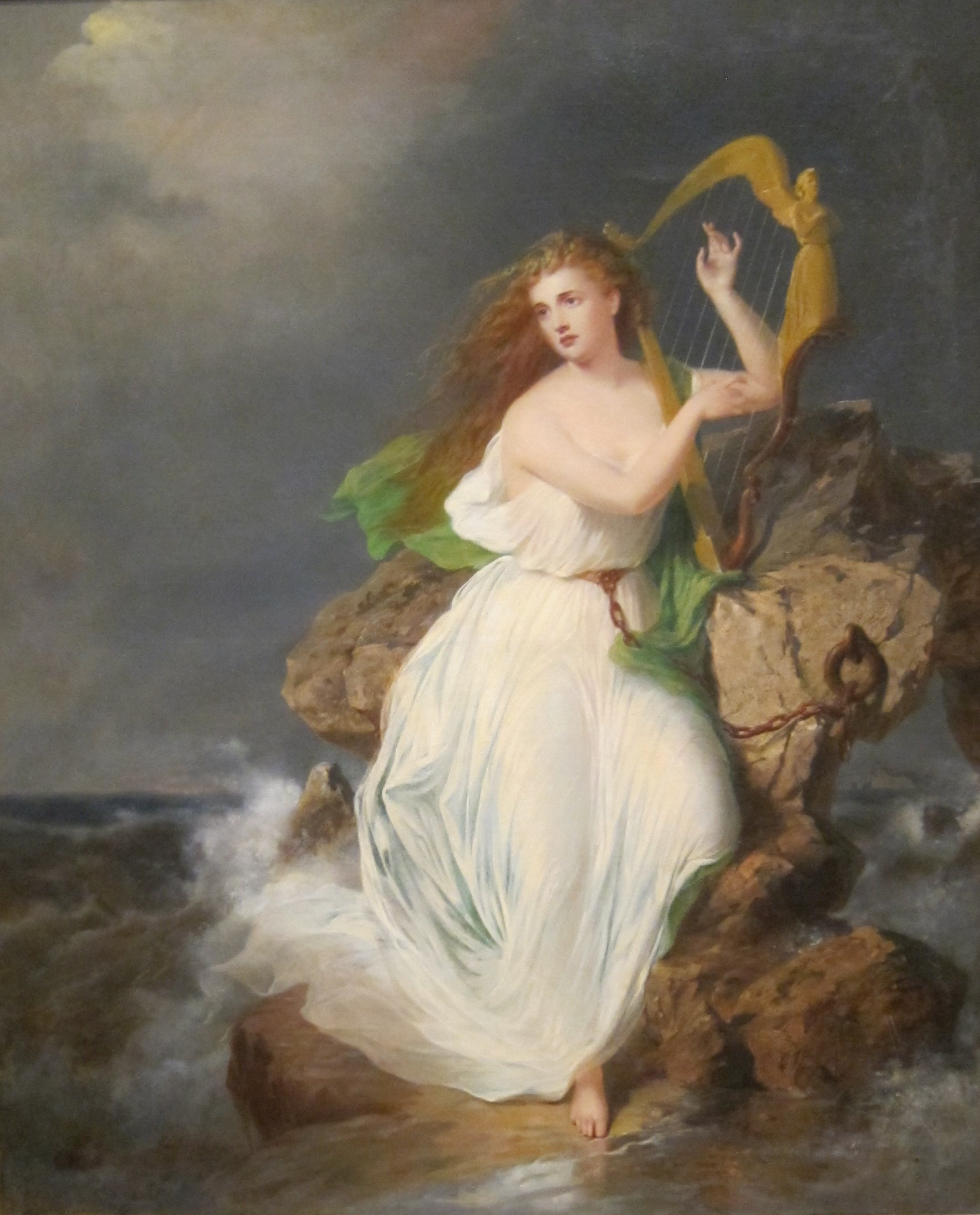
The Harp of Erin, Ölgemälde von Thomas Buchanan Read, 1867

Ériu ['eːrʴu], auch Eri und Éire, ist eine Königin von Irland in der keltischen Mythologie Irlands. 

## Mythologie
Eriu wird im Lebor Gabala Eirenn als Nachfahrin Iarbonels, Enkelin Bresals, Tochter der Ernmas und des Delbaeth bezeichnet und ist eine Angehörige der Tuatha de Danaan. Sie gilt gemeinsam mit ihren Schwestern Banba und Fohla als Genius des Landes Irland, was die Herrschaft über das Land symbolisiert. Der Name Eriu wird daher manchmal als Hauptname für Irland verwendet. Aber auch von ihrem Tod in der Schlacht von Tailtu (heute Teltown) gegen die Milesier wird in einer Version der Legende berichtet.  Mit dem Formoren Elatha soll sie die Mutter des Bress sein.
In zwei unterschiedlichen Versionen werden die drei Schwestern mit den drei Brüdern Mac Cecht ([mak kʼeːxt] „Sohn der Pflugschar“, mit Fohla), Mac Gréine ([mak 'gʼrʼeːnʼe] „Sohn der Sonne“, mit Eriu) und Mac Cuill ([mak kuLʼ] „Sohn der Hasel“, mit Banba) verheiratet, womit die Tuatha de Danann die legitime Herrschaft über die Insel übernehmen. In der anderen Lesart sind die Gatten der Schwestern die Brüder Sethor, Cethor und Tethor, die Söhne Cermats, der ein Sohn des Dagda sein soll. In beiden Versionen haben die drei Könige bis zur Ankunft der Milesier über Irland geherrscht.
Fiacha mac Delbaíth, der Bruder der drei Schwestern, soll der Vorgänger ihrer Männer Mac Cecht, Mac Gréine und Mac Cuill als Hochkönig von Irland gewesen sein.